# Mauban
Mauban is een gemeente in de Filipijnse provincie Quezon op het eiland Luzon. Bij de laatste census in 2010 telde de gemeente ruim 61 duizend inwoners.

## Geografie

### Bestuurlijke indeling
Mauban is onderverdeeld in de volgende 40 barangays:
| - Abo-abo - Alitap - Baao - Bagong Bayan - Balaybalay - Bato - Cagbalete I - Cagbalete II - Cagsiay I - Cagsiay II - Cagsiay III - Concepcion - Daungan - Liwayway | - Lual - Lual Rural - Lucutan - Luya-luya - Mabato - Macasin - Polo - Remedios I - Remedios II - Rizaliana - Rosario - Sadsaran - San Gabriel | - San Isidro - San Jose - San Lorenzo - San Miguel - San Rafael - San Roque - San Vicente - Santa Lucia - Santo Angel - Santo Niño - Santol - Soledad - Tapucan |

## Demografie
Mauban had bij de census van 2010 een inwoneraantal van 61.141 mensen. Dit waren 5.275 mensen (9,4%) meer dan bij de vorige census van 2007. Ten opzichte van de census van 2000 was het aantal inwoners gegroeid met 11.007 mensen (22,0%). De gemiddelde jaarlijkse groei in die periode kwam daarmee uit op 2,00%, hetgeen hoger was dan het landelijk jaarlijks gemiddelde over deze periode (1,90%).

De bevolkingsdichtheid van Mauban was ten tijde van de laatste census, met 61.141 inwoners op 415,98 km², 147 mensen per km².

## Geboren in Mauban
- Manuel Enverga (1909-1981), advocaat en politicus
- Horacio de la Costa (1916-1977), priester en historicus
- Mario Tagarao (1932-1990), burgemeester en afgevaardigde
- Rene Saguisag (1939-2024), politicus
- Buenaventura Villamayor (1967), schaker